# Guerra dell'aragosta
La guerra dell'aragosta (in portoghese Guerra da Lagosta, in francese Conflit de la langouste) fu la crisi diplomatica avvenuta tra il 1961 ed il 1964 tra Brasile e Francia, causata dalla presenza di pescherecci francesi dediti alla pesca dell'aragosta all'interno delle acque di pesca brasiliane.

## Contesto
Sin dall'inizio del XX secolo diverse nazioni europee, tra cui la Francia, avevano investito nello sviluppo di infrastrutture in Brasile per poter giovare delle risorse naturali disponibili. Nel secondo dopoguerra una spinta nazionalista portò a rafforzare il controllo delle autorità brasiliane sulle infrastrutture: a causa di ciò, la Francia richiese un arbitrato internazionale dopo che un suo accordo fu revocato nel 1959.
All'inizio degli anni sessanta la pesca di aragoste al largo del Pernambuco crebbe notevolmente; per tale ragione, nel marzo 1961, una delegazione francese ottenne una concessione di 180 giorni per permettere a tre pescherecci di effettuare ricerche nelle acque brasiliane. Per verificare la regolarità delle operazioni la marina brasiliana inviò degli ispettori, che scoprirono che i pescherecci erano quattro e che stavano praticando pesca a strascico. In seguito a questa scoperta, la concessione fu annullata e le imbarcazioni francesi espulse entro aprile.

## La crisi

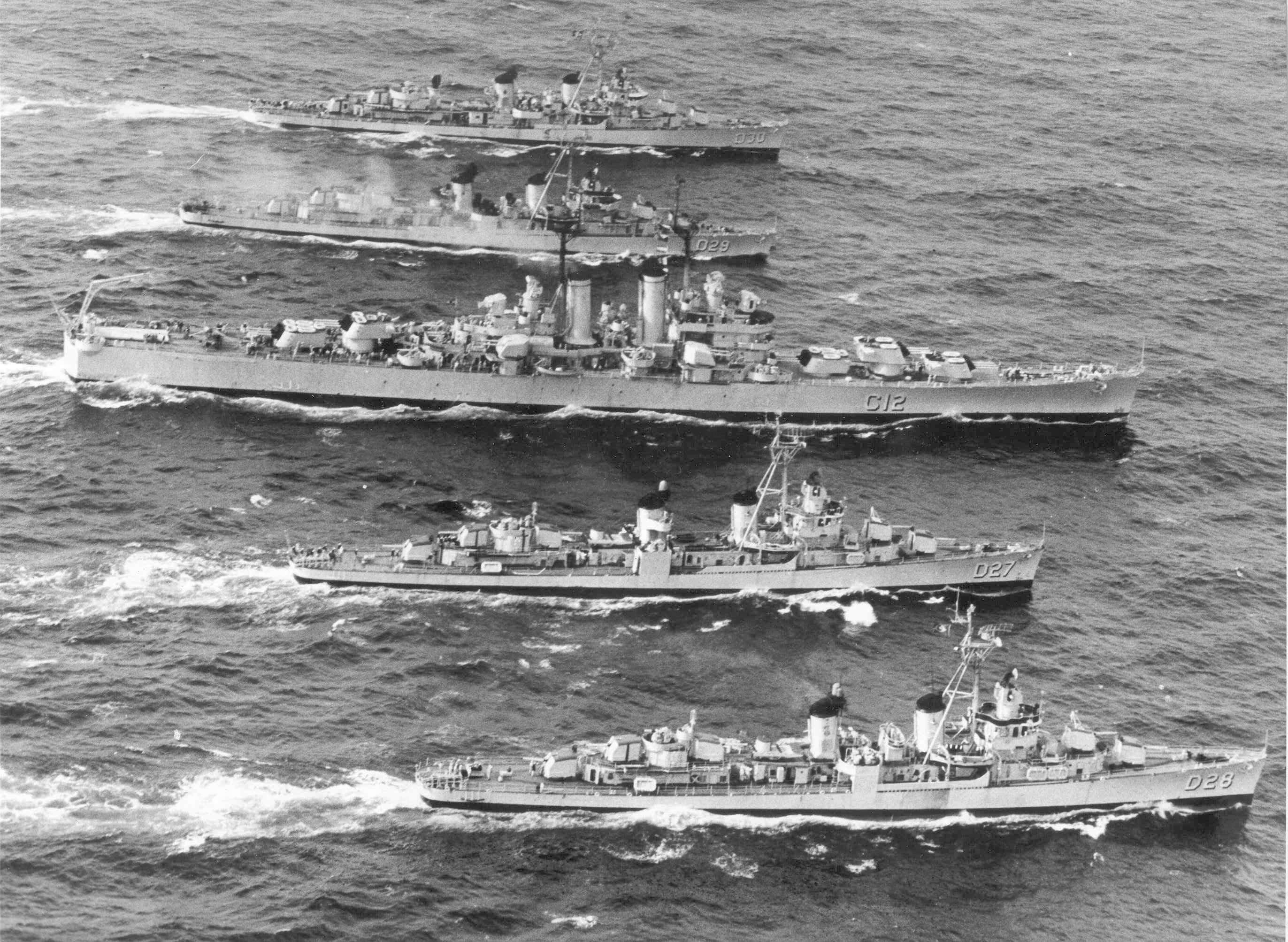
L'incrociatore leggero Almirante Tamandaré in navigazione con quattro cacciatorpediniere della classe Fletcher (dall'alto: Pernambuco, Paraná, Almirante Tamandaré, Pará e Paraiba)

La situazione si inasprì quando nel novembre 1961 alcuni pescherecci francesi iniziarono a pescare aragoste sulla piattaforma continentale brasiliana, oltre il limite di 12 miglia nautiche delle acque territoriali. Un ultimatum brasiliano con cui il governo intimava alle imbarcazioni francesi di ritirarsi entro 48 ore non fu accolto. Di conseguenza, il 2 gennaio 1962 un peschereccio, il Cassiopée, fu sequestrato sostenendo che, in base alla Convenzione sulla piattaforma continentale del 1958, le aragoste vivessero sul fondale marino e dunque fossero di proprietà del Brasile. Infatti, la convenzione afferma che tutte le risorse minerali e biologiche giacenti sulla piattaforma continentale appartengono al paese antistante. La Francia rispose sostenendo che le aragoste nuotassero e si adagiassero sul fondale solo per brevi periodi e che quindi non appartenessero né alla piattaforma né tanto meno al Brasile.
Complessivamente, tra gennaio e agosto 1962, le imbarcazioni francesi sequestrate con il relativo carico furono cinque.

### Escalation militare
All'inizio del 1963 la Francia avviò una trattativa pur informando il Brasile che diversi pescherecci erano già in rotta verso le coste del Pernambuco. Il 30 gennaio la corvetta Forte de Coimbra ne intercettò tre che, in seguito all'autorizzazione della marina brasiliana di usare la forza, si ritirarono. Il 5 febbraio il presidente João Goulart concesse il rilascio delle imbarcazioni e delle merci sequestrate e della licenza di pesca a sei pescherecci ma ciò provocò una reazione pubblica talmente avversa che fu costretto a revocare la sua decisione, causando la risposta della Francia. L'11 febbraio una task force della marina francese partì da Tolone alla volta della Costa d'Avorio; una di queste navi, l'escorteur d'escadre Tartu, si separò dal resto della squadra a Dakar per dirigersi verso il Brasile al fine di controllare i movimenti dei pescherecci francesi e di proteggerli da azioni brasiliane.

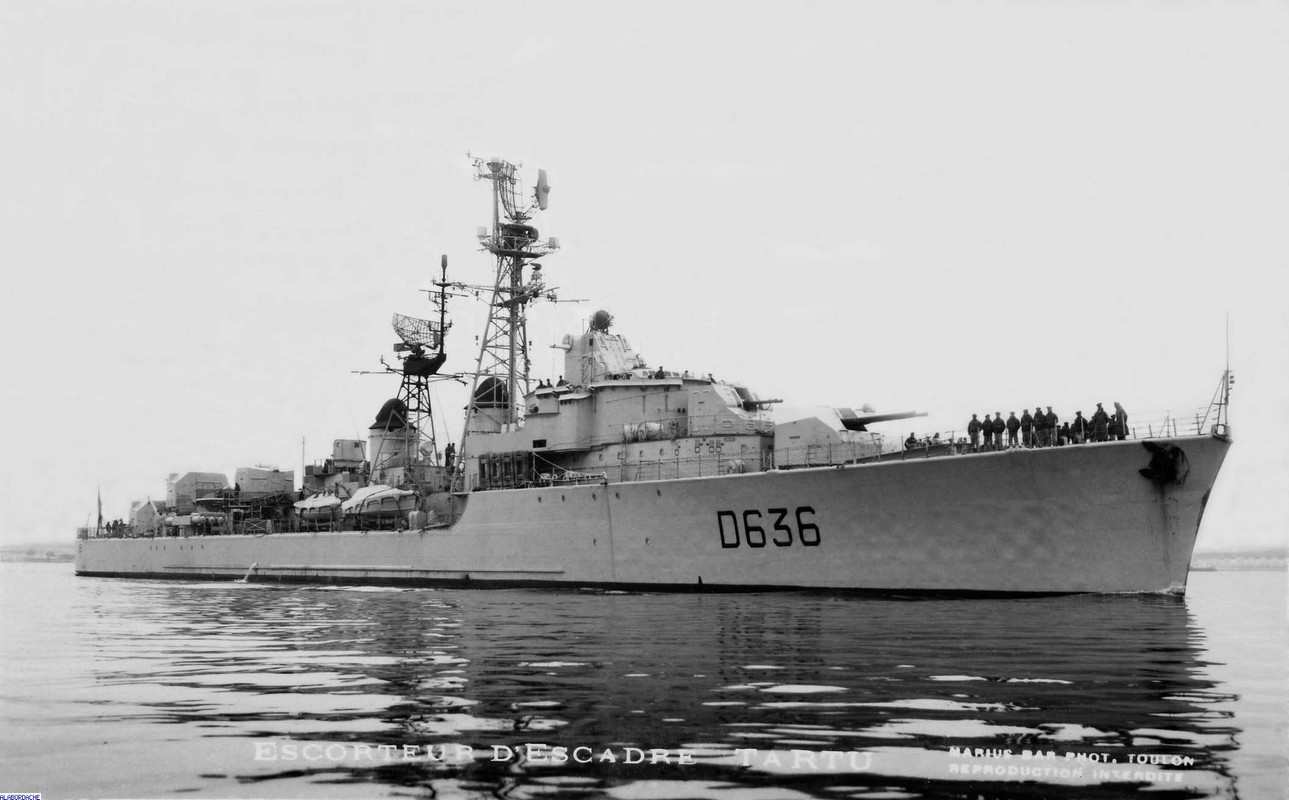
L'escorteur d'escadre Tartu

Di risposta, il governo brasiliano mobilitò diverse navi verso il Pernambuco e schierò reparti della Força Aérea Brasileira a Natal e Recife.
La mobilitazione fu resa difficoltosa dalle condizioni della marina brasiliana: non disponeva di nessuna nave cisterna, era carente di munizioni, diverse navi si trovavano in manutenzione od erano in attesa di entrarvi, un sottomarino non era in condizioni di navigare e mancavano equipaggiamenti di salvataggio sulle navi; inoltre, dal momento che la mobilitazione avvenne il giorno prima di carnevale, molti uomini si trovavano fuori servizio. Oltre a ciò, gli Stati Uniti chiesero il ritiro delle navi brasiliane, di provenienza statunitense, perché in base al contratto stipulato non potevano essere utilizzate contro alleati degli USA.
Alla fine di febbraio 1963 il Tartu fu sostituito dall'avviso Paul Goffeny mentre entro il 10 marzo tutti i pescherecci e l'avviso lasciarono definitivamente la zona.

## Conseguenze
La "guerra dell'aragosta" si concluse formalmente il 10 dicembre 1964, quando le due parti firmarono un accordo con il quale il Brasile estendeva le proprie acque territoriali da 12 a 200 miglia nautiche in modo tale da comprendere la zona di pesca delle aragoste. Inoltre, fu rilasciata una concessione di pesca della durata di 5 anni per 26 pescherecci francesi, nella quale gli armatori francesi si impegnavano a consegnare una quota parte del proprio pescato ai pescatori locali.

### Aspetti scientifici
Sebbene la situazione si fosse risolta consensualmente nel 1964, il dibattito scientifico in merito alla natura giuridica delle aragoste proseguì: nel 1966 il tribunale amministrativo di Rennes convalidò la teoria francese secondo cui le aragoste nuotano posandosi sul fondale per brevissimi periodi; il Brasile continuò a sostenere la sua posizione, poi ritenuta valida dalla comunità scientifica internazionale, ovvero che le aragoste vivono sui fondali. In merito alla posizione francese, l'ammiraglio Paulo de Castro Moreira da Silva, oceanografo della marina brasiliana, affermò: